# Médine
Médine és una població capital de la comuna (municipi) de Hawa Dembaya en el cercle de Kayes a la regió de Kayes a Mali sud-occidental. El poble és localitzat 12 km a l'est de Kayes a la riba esquerra del riu Senegal una mica més avall de les cascades de Félou. El lloc del poble era històricament important, ja que les cascades eren el punt més llunyà cap amunt del riu Senegal que podia ser assolit en barca des de Saint Louis. La navegació era només possible després de l'estació plujosa quan el caudal del riu provocava la inundació.

## Història

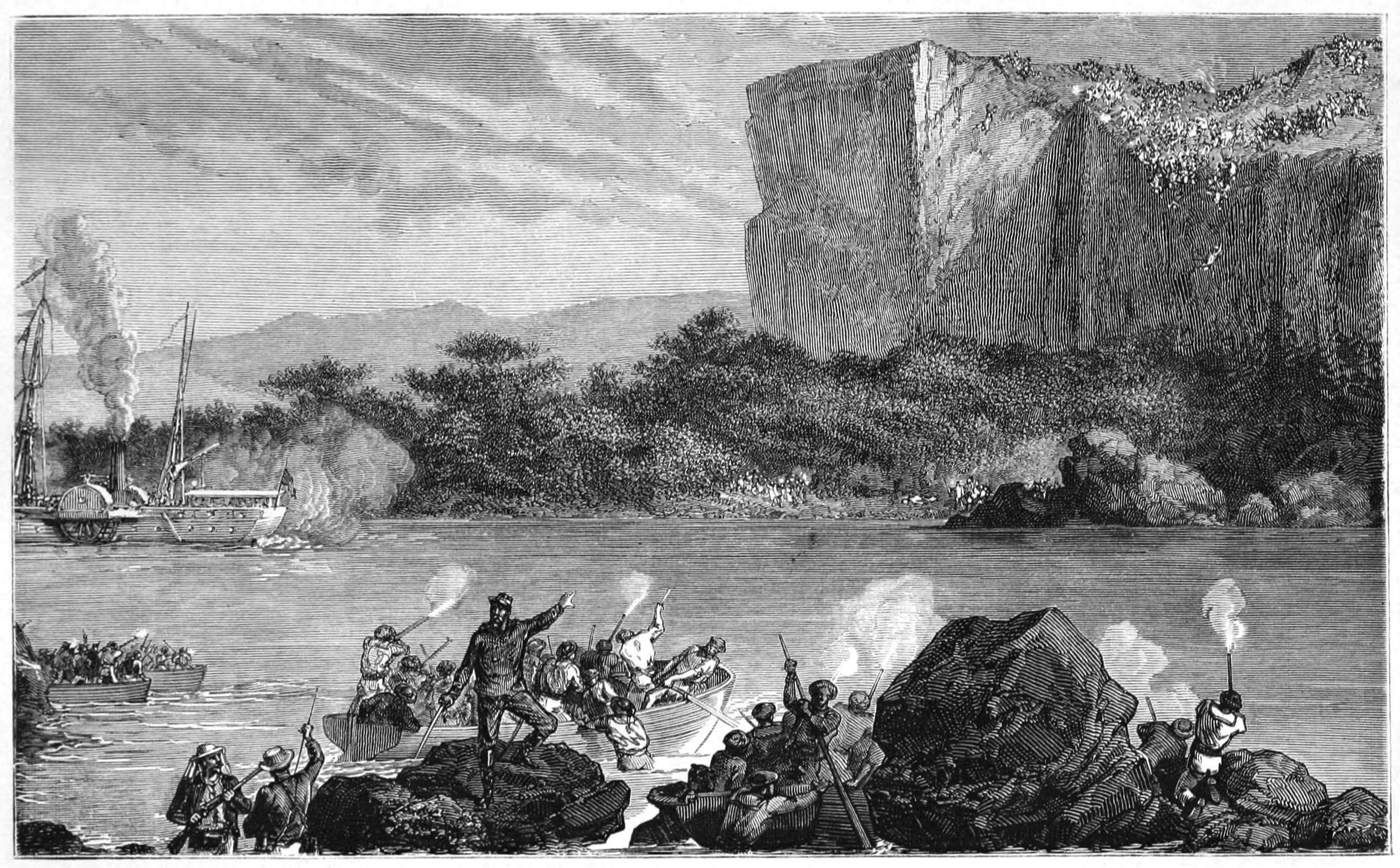
Eugene Mage vista de l'aixecament del setge del Fort de Médine, a Voyage dans le Soudan occidental (1868).

El 1855 Louis Faidherbe, el governador francès de Sénégal, va construir un fort a Médine per enfortir el control francès del riu Senegal i per servir com una base en l'expansió cap a l'interior.
El Setge del fort de Médine va tenir lloc dos anys més tard, el 1857, quan les forces tuculors d'al-Hājj Umar Tall van assetjar el lloc sense èxit, estant ben defensat per les tropes colonials franceses de Faidherbe.

### Fundació
França a aquesta hora lluitava per crear un imperi africà a la part occidental del continent, rival de les colònies d'Anglaterra, el seu poderós veí. L'any anterior, la legislatura francesa havia votat els primers fons per al que esdevindria la línia fèrria de Dakar-Níger, un sistema de transport clau per enllaçar les colònies de França. Mentre la línia de ferrocarril s'expandia cap a l'est, l'exèrcit va establir una sèrie de forts, va traslladar tropes i canons als forts per vaixells on era possible i per terra on no.
El 1848, Umar Tall va llençar la seva gihad contra les regions veïnes malinkés. El 1855, la seva expansió ràpida havia portat a diverses escaramusses amb l'exèrcit francès. Amb l'autorització del seu aliat, el rei de Khasso Hawa Demba Diallo, el governador Louis Faidherbe va ordenar construir un fort al Khasso, al poble de Médina.

### Setge
L'abril de 1857, Umar va declarar la guerra contra el regne de Khasso, i va marxar contra el fort de Médina, la posició més propera, amb un exèrcit de 20.000 a 25.000 homes amb rifles. Va posar setge al fort i va començar una sèrie d'agressions que van resultar en centenars de baixes a l'exèrcit dels tuculor. En els 97 dies que van seguir, els subministraments alimentaris dels defensors aviat van minvar, i el fort estava a punt de rendir-se quan Faidherbe va arribar per vaixell amb subministraments i 500 homes de reforç, trencant el setge.

### Conseqüències

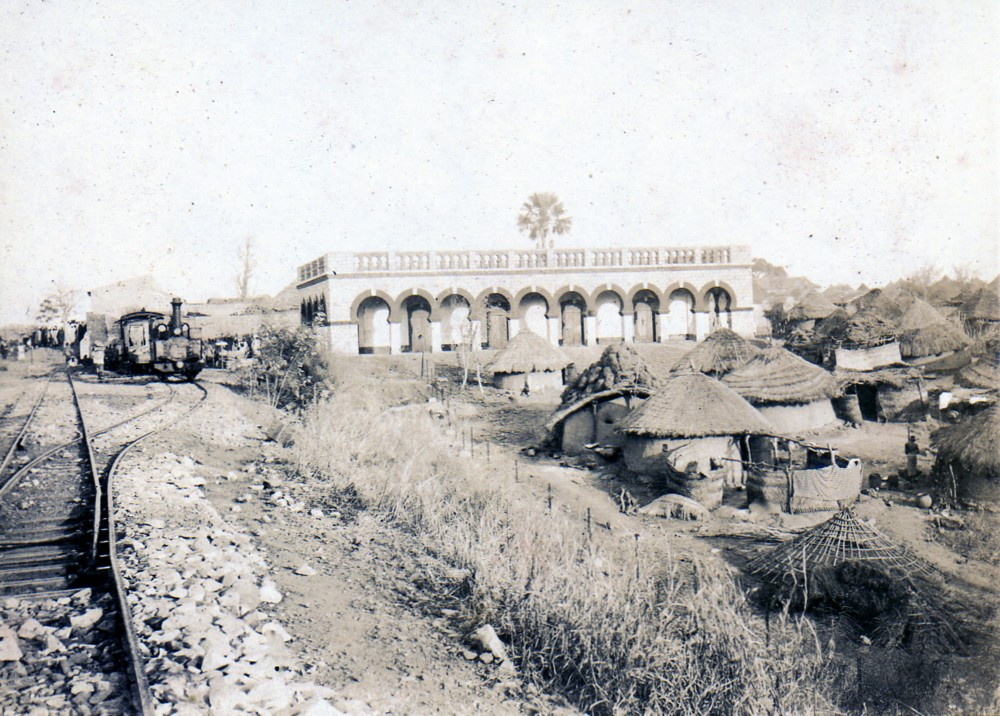
L'estació de tren de Médine al llarg del ferrocarril Dakar-Níger, vers 1895

Adonant-se de les dificultats d'atacar el ben equipat exèrcit francès, Umar Tall va dirigir la seva atenció al veí Imperi Bambara, i aviat va conquerir la majoria del seu territori incloent-hi la seva capital Ségou. Tanmateix, els francesos van continuar expandint la seva presència africana, conquerint Ségou i l'imperi tuculor menys de trenta anys després de la mort d'al-Hadjdj Umar Tall.

## Cercle
El 1880 es va formar el cercle de Médine. Fou suprimit el 18 de gener de 1907 i el seu territori incorporat al cercle de Kayes.

## Avui
El 19 de març de 2009 el govern de Mali va proposar el fort de Médine per ser inclòs a la llista provisional de llocs patrimoni de la humanitat de la UNESCO. El Fort de Médine és obert al públic. Hi ha també una vella estació de ferrocarril en la línia Dakar-Koulikoro a 2 km a l'oest del poble i un cementiri d'estil europeu amb tombes de meitat del segle xix. La població té uns 1.800 habitats amb un mercat petit que obre diàriament.